# VDI 4700
Die VDI 4700 ist eine Richtlinie der Gesellschaft Bauen und Gebäudetechnik des Verein Deutscher Ingenieure e.V. Die Richtlinie ist ausschließlich in der Sprache Deutsch abgefasst und enthält anerkannte Begriffe aus den Bereichen Architektur, Bautechnik, Technische Gebäudeausrüstung und Facility-Management. Die Begriffe sind alphabetisch sortiert und nach den international gültigen Regeln für Terminologie verfasst.
Die Einleitung von dem Blatt 1 der Richtlinie beginnt mit einem Zitat von Konfuzius: „Wenn die Begriffe nicht richtig sind, so kommen die Worte nicht zustande. Stimmen die Worte nicht, so kommen die Werke nicht zustande.“ Im Einklang zu diesem Zitat wird die Zielsetzung von dem Dokument dargelegt. Ein Ziel der Richtlinie ist es allen Fachleuten, die sich mit der Ausarbeitung von technischen Regeln befassen, für das jeweilige Gewerk gleichlautende Benennungen an die Hand zu geben, um eine einheitliche Aussage zu erzielen.

## Gliederung der Richtlinienreihe VDI 4700
| Name                          | Titel | Ausgabedatum | Status        |
| ----------------------------- | --- | ------------ | ------------- |
| VDI 4700 Blatt 1              | Begriffe der Bau- und Gebäudetechnik                                                                     | 2015–10      | gültig        |
| VDI 4700 Blatt 1 Berichtigung | Begriffe der Bau- und Gebäudetechnik – Berichtigung zur Richtlinie VDI 4700 Blatt 1:2015-10              | 2015–11      | gültig        |
| VDI 4700 Blatt 1.1            | Begriffe der Bau- und Gebäudetechnik – Ergänzungen 1                                                     | 2018–08      | Entwurf       |
| VDI 4700 Blatt 1.2            | Begriffe der Bau- und Gebäudetechnik – Ergänzungen 2                                                     | 2018–08      | Entwurf       |
| VDI 4700 Blatt 1.3            | Begriffe der Bau- und Gebäudetechnik – Ergänzungen 3                                                     | 2018–08      | Entwurf       |
| VDI 4700 Blatt 3              | Begriffe der Bau- und Gebäudetechnik – Formelzeichen (Gebäudetechnik)                                    | 2015–05      | gültig        |
| VDI 4700                      | Begriffe der Technischen Gebäudeausrüstung mit Hinweisen zur Gestaltung von Benennungen und Definitionen | 2008–12      | zurückgezogen |
| VDI 4700 Blatt 2              | Festlegung in der Bau- und Gebäudetechnik – Abkürzungen für die Raumlufttechnik                          | 2010–01      | zurückgezogen |